# دهستان خرمدره
خرمدره، دهستانی است از توابع بخش مرکزی شهرستان خرمدره در استان زنجان ایران.

## جمعیت
براساس سرشماری سال ۱۳۸۵ جمعیت آن ۱۱٬۰۹۹ نفر (۲٬۵۶۷ خانوار) بوده‌است.